# Titanic (Oklahoma)
Attention, cet article n'est pas en rapport avec le paquebot Titanic 
Pour les articles homonymes, voir Titanic (homonymie).
Titanic est une census-designated place située dans le comté d’Adair, dans l’État de l’Oklahoma, aux États-Unis. Sa population s’élevait à 356 habitants lors du recensement de 2010.

## Histoire
Un bureau de poste a ouvert à Titanic le 3 janvier 1916 avant d’être fermé le 31 décembre 1927, le courrier étant transféré à Stilwell.

## Source
- (en) Cet article est partiellement ou en totalité issu de l’article de Wikipédia en anglais intitulé « Titanic, Oklahoma » (voir la liste des auteurs).